# Liste des lieux les moins habités
Ceci est une liste de lieux habités par une population permanente inférieure à dix personnes. Certains lieux peuvent être virtuellement inhabités, tandis que d'autres peuvent être des endroits où les gens vont travailler, mais où ils ne vivent pas.

## Inhabité
| Pays ou zone                                 | Pays ou zone                                 | Lieu |
| -------------------------------------------- | -------------------------------------------- | --- |
| Allemagne                                    | Allemagne                                    | - Bardowiek - Lütje Hörn - Memmert - Trischen |
| Anguilla                                     | Anguilla                                     | - Anguillita - Prickly Pear Cays - Sombrero |
| Australie                                    | Australie                                    | - Pyramide de Ball - Cartier Island - Cassilis, Victoria - Îles Heard-et-MacDonald - Houtman Abrolhos - Kiandra - Île Nepean - Phillip Island - Quelques îles du détroit de Torres |
| Bahamas                                      | Bahamas                                      | - Conception Island - Egg Island - Plana Cays - Samana Cay |
| Îles Vierges britanniques                    | Îles Vierges britanniques                    | Quelques îles des Îles Vierges britanniques |
| Bulgarie                                     | Bulgarie                                     | - Île Saint-Yvan - Kozloduy Island - Vardim Island - Dragostin - Sredna |
| Canada                                       | Alberta                                      | - Bankhead - Conrad - Embarras - Judson - Lucky Strike - Luscar - McNab - Stirlingville - Whiskey Gap |
| Canada                                       | Ontario                                      | - Balaclava - Foymount - Frater - Fire River (en) - Gillie's Hill - Lemieux - Malcolm - Seguin Falls |
| Canada                                       | Québec                                       | - Val-Jalbert - L'Île-Dorval - L'Alligator |
| Canada                                       | Saskatchewan                                 | - Allan Hills - Ardill - Arena - Baildon - Baljennie - Bateman - Bents - Blumenort - Brooking - Bryant - Cannington Lake - Claydon - Divide - Expanse - Govenlock - Hallonquist - Instow - Kenlis - Mount Carmel - Nashlyn - Old Wives - Oxarat - Palisade - Pontrilas - Quantock - Rangeview - St. Boswells - Senate - Vantage - Xena |
| Canada                                       | Territoires du Nord-Ouest Nunavut            | Quelques îles de l'archipel arctique canadien |
| Chypre                                       | Chypre                                       | Varosha |
| Îles Cook                                    | Îles Cook                                    | - Manuae - Takutea |
| Corée du Sud                                 | Corée du Sud                                 | Silmido |
| Costa Rica                                   | Costa Rica                                   | Île Cocos |
| Estonie                                      | Estonie                                      | Quelques îles de l'archipel estonien de l'Ouest |
| Îles Féroé                                   | Borðoy                                       | - Skálatoftir - Fossá |
| Îles Féroé                                   | Kunoy                                        | Skarð |
| Îles Féroé                                   | Sandoy                                       | Skarvanes |
| Îles Féroé                                   | Suðuroy                                      | - Akrarbyrgi - Fámará - Tjaldavík - Víkarbyrgi |
| Finlande                                     | Finlande                                     | Jussarö |
| France                                       | Métropole                                    | - Beaumont-en-Verdunois - Bezonvaux - Cumières-le-Mort-Homme - Fleury-devant-Douaumont - Haumont-près-Samogneux - Louvemont-Côte-du-Poivre |
| France                                       | Outre-mer                                    | - Groupe Actéon - Île de Clipperton - Langlade - Perillos - Temoe - Tikei |
| Grèce                                        | Îles Égéennes                                | - Andimilos - Antipsara - Armathia - Despotikó - Eriniá - Eschati - Gioura - Gyaros - Imia - Kéros - Lagousa - Makronissos - Néa Kaméni - Polyaigos - Psathoura - Psyttália - Repio - Rhénée - Sarakinó - Serifopoúla - Skántzoura - Skyropoúla - Syrna - Tsougria - Valaxa - Vous - Zafora |
| Grèce                                        | Crète                                        | - Agioi Pandes - Agioi Theodoroi - Chrysí/Gaidouronisi - Dionysades (Dragonáda - Paximádia - Paximadaki) - Elása - Gianysáda - Gramvoussa - Elafonísi - Koufonísi/Léfki - Kyriamadi - Mikronisi - Paximadia - Pontikonisi - Souda - Strongyli - Tráchilos |
| Grèce                                        | Îles Ioniennes                               | - Arkoudi - Atokos - Drakonera - Lazaretto Island - Makri - Oxeia - Petalás - Pistros - Pontikos - Provati - Vído - Vromonas |
| Hongrie                                      | Hongrie                                      | Derenk |
| Inde                                         | Inde                                         | - Cross Island - Dharmadam Island - South Sentinel Island - Quatern Island - Viringili |
| Irlande                                      | Irlande                                      | Île Scattery |
| Islande                                      | Islande                                      | Quelques îlots des îles Vestmann |
| Italie                                       | Italie                                       | Campalto Island |
| Japon                                        | Japon                                        | - Hashima - Île Kitaiwo |
| Kiribati                                     | Kiribati                                     | - Enderbury - Quelques îles des îles de la Ligne - Paris |
| Malte                                        | Malte                                        | - Cominotto - Filfa - Îles St-Paul - Fungus Rock |
| Îles Mariannes du Nord                       | Îles Mariannes du Nord                       | - Aguijan - Anatahan - Île Pagan |
| Îles Marshall                                | Îles Marshall                                | Quelques atolls |
| Norvège                                      | Norvège                                      | Île Bouvet |
| Pays-Bas                                     | Pays-Bas                                     | - Griend - Rif - Rottumerplaat - Rottumeroog |
| Îles Pitcairn                                | Îles Pitcairn                                | Henderson |
| Portugal                                     | Portugal                                     | Îles Desertas |
| Royaume-Uni, Îles Anglo-Normandes            | Royaume-Uni, Îles Anglo-Normandes            | - Beaumont Chase - Burhou - Casquets - Île de Cramond - Écréhou - Imber - Mingulay - Minquiers - Puffin Island - Rockall - Samson - Scarp - Staffa - Saint-Kilda - Stroma - Tottington - Tyneham - White Island - Ynys Dulas |
| Russie                                       | Tchoukotka                                   | - Île Herald - Iultin - Krasnoarmeysky - Ushakovskoye - Valkumey |
| Russie                                       | République de Sakha                          | - Logashkino - Nordvik |
| Russie                                       | Oblast de Sakhaline                          | Ouroup |
| Sainte-Hélène, Ascension et Tristan da Cunha | Sainte-Hélène, Ascension et Tristan da Cunha | - Nightingale Islands - Île Inaccessible - Île Gough |
| Suède                                        | Suède                                        | - Laver - Messaure - Såtenäs villastad |
| Terra nullius                                | Terra nullius                                | - Terre Marie Byrd - Scarborough Shoal - Îles Spratleys |
| Thaïlande                                    | Thaïlande                                    | - Ko Phai - Ko Sai |
| Ukraine                                      | Ukraine                                      | - Pripiat - Red Forest |
| États-Unis                                   | Alaska                                       | - Akun Island - Amchitka - Dyea - Chisana - Fairway Rock - Flat - Portage - Prospect Creek - Umiat |
| États-Unis                                   | Californie                                   | - Almanor - Bodie - Caribou - Port Chicago - Île San Clemente - Île San Miguel |
| États-Unis                                   | Floride                                      | - Dry Tortugas - Gulf City - Marquesas Keys - Muscogee - Pigeon Key |
| États-Unis                                   | Hawaï                                        | Waikolu |
| États-Unis                                   | Maine                                        | - Louds Island - Perkins Township - Twombly - West Central Franklin |
| États-Unis                                   | Michigan                                     | - Singapore - Amygdaloid Island - Apple Island - Garden Island - Grassy Island - Gull Island - Harbor Island - Hat Island - High Island - Hog Island - Huron Islands - Île aux Galets - Isle Royale - Little Charity Island - Mamajuda Island - Manitou Island - North Fox Island - North Manitou Island - Passage Island - Pismire Island - Poverty Island - Round Island - St. Helena Island - St. Martin Island - Scarecrow Island - Shoe Island - South Fox Island - South Manitou Island - Sugar Island - Summer Island - Thunder Bay Island - Turtle Island - Washington Island - Whiskey Island - Zug Island |
| États-Unis                                   | Minnesota                                    | - Angleworm Lake - Picket Lake - North Red River Township - Rulien Township - Sunday Lake |
| États-Unis                                   | Missouri                                     | - Florida - Goss - Lakeside |
| États-Unis                                   | Montana                                      | Bannack |
| États-Unis                                   | New Hampshire                                | - Atkinson and Gilmanton Academy Grant - Bean's Grant - Bean's Purchase - Chandler's Purchase - Crawford's Purchase - Cutt's Grant - Erving's Location - Hadley's Purchase - Kilkenny - Livermore - Low and Burbank's Grant - Martin's Location - Second College Grant - Success - Thompson and Meserve's Purchase |
| États-Unis                                   | New York                                     | - Crab Island - Ellis Island - Liberty Island - Château de Boldt - Tahawus |
| États-Unis                                   | Oklahoma                                     | - Cardin - Mule Barn |
| États-Unis                                   | Oregon                                       | Greenhorn |
| États-Unis                                   | Pennsylvanie                                 | - Byrnesville - Frick's Lock |
| États-Unis                                   | Vermont                                      | - Averys Gore - Lewis - Warner's Grant |
| États-Unis                                   | Autres États                                 | - Assateague Island - Gantts Quarry - Jean (Nevada) - Nomans Land - Portsmouth (Caroline du Nord) - Promontory Point - Table Rock - Taft (Louisiane) - Wash Woods |
| États-Unis                                   | Îles mineures éloignées des États-Unis       | - Île Baker - Île Howland - Île Jarvis - Île de la Navasse - Îles Phœnix |
| États-Unis                                   | Îles Vierges des États-Unis                  | Quelques îles des îles Vierges américaines |

## Habité

### Un habitant
| Pays ou zone     | Pays ou zone     | Lieu |
| ---------------- | ---------------- | --- |
| Antarctique      | Antarctique      | Base antarctique Bellingshausen |
| Canada           | Alberta          | - Raley - Masinasin |
| Canada           | Saskatchewan     | - Crichton - Estuary - Loomis - Ravenscrag - South Fork - Vídora |
| Estonie          | Estonie          | Koipsi (0 depuis 2011) |
| États-Unis       | Maine            | - Criehaven - Hibberts Gore |
| États-Unis       | Minnesota        | - Kiel Township - Township 157-30 |
| États-Unis       | New Hampshire    | - Dix's Grant - Green's Grant |
| États-Unis       | Autres États     | - Bonanza, Utah - Buford (Wyoming) - Hanks, North Dakota - Hobart Bay (Alaska) - Holy City, California - Laurier, Washington - Monowi, Nebraska - Oil Springs Reservation, Cattaraugus County, New York |
| Îles Féroé       | Îles Féroé       | - Nesvík - Mjørkadalur |
| France           | France           | Rochefourchat |
| Nouvelle-Zélande | Nouvelle-Zélande | Cass |
| Pologne          | Pologne          | Polana |
| Royaume-Uni      | Angleterre       | - Hilbre Island - Steep Holm |
| Royaume-Uni      | Écosse           | - Eilean Donan - Forewick Holm - Innis Chonan - Sanda - Shuna |
| Suède            | Suède            | Naimakka |

### Deux habitants
| Pays ou zone                               | Pays ou zone                                              | Lieu |
| ------------------------------------------ | --------------------------------------------------------- | --- |
| Canada                                     | Alberta                                                   | - Allerston - Maybutt - Nemiscam |
| Canada                                     | Québec                                                    | Saint-Louis-de-Gonzague-du-Cap-Tourmente |
| Canada                                     | Autres provinces                                          | - Exploits Island, Newfoundland and Labrador - Fort Reliance, Northwest Territories - Shulie, Nova Scotia - Leney, Saskatchewan |
| Chypre                                     | Chypre                                                    | Asomatos |
| Corée du Sud                               | Corée du Sud                                              | Rochers Liancourt |
| Estonie                                    | Estonie                                                   | - Aegna - Kesselaid - Osmussaar |
| États-Unis                                 | Alaska                                                    | - Portage Creek - Woody Island |
| États-Unis                                 | Autres États                                              | - Bone, ID - Fulford, Colorado - Greenhorn, Oregon - Gross, Nebraska - Hove Mobile Park, North Dakota - Little Grass Valley, California - Lotsee, Oklahoma - Moonshine, Illinois - Mule Keys - Northwest Hancock, Maine - Île Santa Cruz - Île Santa Rosa |
| Îles Féroé                                 | Îles Féroé                                                | - Depil - Koltur |
| France                                     | France                                                    | - Leménil-Mitry - Majastres - Ornes |
| Géorgie du Sud-et-les îles Sandwich du Sud | Géorgie du Sud-et-les îles Sandwich du Sud                | Grytviken |
| Groenland                                  | Groenland                                                 | Mestersvig |
| Italie                                     | Italie                                                    | Montecristo |
| Île de Man                                 | Île de Man                                                | Calf of Man |
| Royaume-Uni                                |                                                           | |
| Écosse                                     | - Davaar - Eilean Bàn - Inchcolm - Inchfad - Rona - Vaila | |

### Trois habitants
| Pays ou zone | Pays ou zone  | Lieu |
| ------------ | ------------- | --- |
| Canada       | Canada        | - Raccoon Island, British Columbia - Leslie Beach, Saskatchewan - Scotsguard, Saskatchewan                                                     |
| Espagne      | Espagne       | Navalsaz |
| États-Unis   | Alaska        | Georgetown |
| États-Unis   | Californie    | - Anacapa Island - East Blythe |
| États-Unis   | Dakota du Sud | - Hillsview - White Rock |
| États-Unis   | Minnesota     | - Hush Lake - Pfeiffer Lake |
| États-Unis   | Texas         | - Luckenbach - Telegraph |
| États-Unis   | Wyoming       | Point of Rocks |
| États-Unis   | Autres États  | - Baker, Missouri - Brewster, Florida - Glenwood Plantation, Maine - Sargent's Purchase, New Hampshire - Somerset, Vermont - Warm River, Idaho |
| Îles Féroé   | Îles Féroé    | Sund |
| France       | France        | Taravai |
| Royaume-Uni  | Angleterre    | Gugh |
| Royaume-Uni  | Écosse        | - Gairsay - Inchtavannach - Moncreiffe Island                                                                                                  |

### Quatre habitants
| Pays ou zone                               | Pays ou zone                               | Lieu |
| ------------------------------------------ | ------------------------------------------ | --- |
| Australie                                  | Australie                                  | Cook |
| Canada                                     | Alberta                                    | Argentia Beach |
| Canada                                     | Saskatchewan                               | - Etters Beach - Kelfield |
| États-Unis                                 | États-Unis                                 | - Blacksville, Georgia - Clear Creek, Utah - Hoot Owl, Oklahoma - Lily, South Dakota - Lost Springs, Wyoming - Nothing, Arizona - Odell, New Hampshire - Petersville - Ruso, North Dakota - Storrie, California |
| Îles Féroé                                 | Îles Féroé                                 | Múli |
| France                                     | Aude                                       | Caunette-sur-Lauquet |
| France                                     | Drôme                                      | Aulan |
| Géorgie du Sud-et-les îles Sandwich du Sud | Géorgie du Sud-et-les îles Sandwich du Sud | Île Bird |
| Groenland                                  | Groenland                                  | Summit Camp |
| Roumanie                                   | Județ de Sibiu                             | Mighindoala |

### Cinq habitants
| Pays ou zone | Pays ou zone | Lieu |
| ------------ | ------------ | --- |
| Canada       | Canada       | - Alert - Darlings Beach, Saskatchewan - Tarnopol, Saskatchewan - Johnsons Corners, Yukon                                                                                     |
| États-Unis   | Alaska       | Nabesna |
| États-Unis   | Maine        | - Frye Island - Whitney |
| États-Unis   | Minnesota    | - Bear Head Lake - Forest Area Township - Funkley - Hangaard Township - Tenney                                                                                                |
| États-Unis   | Autres États | - Cave, Missouri - Freeport, Kansas - Maza, North Dakota - Owl Creek, Wyoming - Tavistock, New Jersey - Thurmond, West Virginia - Verdon, South Dakota - Wilsonia, California |
| France       | France       | Casterets |
| Royaume-Uni  | Écosse       | - Auskerry - Danna - Gometra - Oronsay - Tanera Mòr |

### Six habitants
| Pays ou zone           | Pays ou zone           | Lieu |
| ---------------------- | ---------------------- | --- |
| Canada                 | Alberta                | Orion |
| Espagne                | Espagne                | Illán de Vacas |
| États-Unis             | Arizona                | Tortilla Flat |
| États-Unis             | Dakota du Nord         | Rawson |
| États-Unis             | Dakota du Sud          | - Lowry - Storla |
| États-Unis             | Autres États           | - Anoka, Nebraska - Buckeye Crossroads, Colorado - Guerra, Texas - Halls Crossing, Utah - Pope-Vannoy Landing (Alaska) - Three Creeks (Missouri) |
| Îles Féroé             | Îles Féroé             | Kaldbaksbotnur, Norðtoftir |
| France                 | Meuse                  | Douaumont |
| France                 | Autres départements    | - Caudiès-de-Conflent - Ourdon - Urtière |
| Îles Mariannes du Nord | Îles Mariannes du Nord | Alamagan |
| Namibie                | Namibie                | Solitaire |
| Royaume-Uni            | Écosse                 | - Tarbet - Canna - Sanday |

### Sept habitants
| Pays ou zone | Pays ou zone   | Lieu |
| ------------ | -------------- | --- |
| Canada       | Canada         | - Big Shell, Saskatchewan - Burr, Saskatchewan - Ellisboro, Saskatchewan                                                               |
| États-Unis   | Alaska         | - Chicken - Ivanof Bay |
| États-Unis   | Dakota du Nord | - Bergen - Grano |
| États-Unis   | Autres États   | - Clayton, Idaho - Donnan, Iowa - Norrie, Colorado - South Park View, Kentucky - Victory Township, Lake of the Woods County, Minnesota |
| Îles Féroé   | Îles Féroé     | Lambareiði |
| France       | France         | Rouvroy-Ripont |
| Royaume-Uni  | Écosse         | - Lunga - Soay |

### Huit habitants
| Pays ou zone | Pays ou zone        | Lieu                                                                                   |
| ------------ | ------------------- | -------------------------------------------------------------------------------------- |
| Allemagne    | Allemagne           | - Dierfeld - Wiedenborstel, Paulengrund                                                |
| Canada       | Canada              | - Rowley (Alberta) - Stornoway, Saskatchewan                                           |
| Espagne      | Espagne             | Salcedillo                                                                             |
| États-Unis   | États-Unis          | - Glastenbury, Vermont - Lakeside, Colorado - Oldenburg, Texas - Wetonka, South Dakota |
| France       | Haute-Garonne       | - Baren - Cirès                                                                        |
| France       | Autres départements | - Archail - Mérona - Nossage-et-Bénévent - Samuran - Érone                             |
| Malte        | Malte               | Comino                                                                                 |
| Royaume-Uni  | Écosse              | Erraid                                                                                 |

### Neuf habitants
| Pays ou zone                               | Pays ou zone                               | Lieu |
| ------------------------------------------ | ------------------------------------------ | --- |
| Canada                                     | Canada                                     | - Neidpath, Saskatchewan - Port Radium, Northwest Territories - Îles Sverdrup - Robsart, Saskatchewan                           |
| Espagne                                    | Espagne                                    | Villarroya |
| États-Unis                                 | Dakota du Nord                             | - Loraine - Perth |
| États-Unis                                 | Dakota du Sud                              | - Artas - Cottonwood |
| États-Unis                                 | Autres États                               | - Bowden, West Virginia - Peaceful Village, Missouri - Pinkham's Grant, New Hampshire - Punkin Center, Colorado - Tamarack (en) |
| Îles Féroé                                 | Îles Féroé                                 | Syðradalur |
| France                                     | Haute-Marne                                | Charmes-en-l'Angle |
| Géorgie du Sud-et-les îles Sandwich du Sud | Géorgie du Sud-et-les îles Sandwich du Sud | King Edward Point |
| Îles Mariannes du Nord                     | Îles Mariannes du Nord                     | Agrigan |
| Pologne                                    | Pologne                                    | Danielki |
| Royaume-Uni                                | Écosse                                     | Eilean Shona |
| Slovaquie                                  | Slovaquie                                  | Príkra |